# 6321 Namuratakao
6321 Namuratakao è un asteroide della fascia principale. Scoperto nel 1991, presenta un'orbita caratterizzata da un semiasse maggiore pari a 2,6123983 UA e da un'eccentricità di 0,1356610, inclinata di 12,98243° rispetto all'eclittica.